# Conseil international des travailleurs portuaires
Pour les articles homonymes, voir IDC.
Le Conseil international des travailleurs portuaires (International Dockworkers Council ou IDC en anglais) est une organisation formée par des syndicats de travailleurs portuaires du monde entier. Ses fondements le définissent comme une organisation de classe travailleuse, unitaire, indépendante, démocratique, représentative et dont les décisions sont prises par une assemblée.

## Raison d'être
La globalisation de l'économie, de la manière dont elle est actuellement développée, propose la flexibilité maximale des marchés et de la main-d'œuvre. Ceci se traduit par une dérégulation des normes portuaires et par une diminution constante des victoires remportées pour l’amélioration des conditions de travail, dans le seul but d'obtenir une plus grande marge de bénéfices dans les opérations commerciales.
Ainsi, les ports et, nous, les travailleurs portuaires du monde entier, affrontons une série de problèmes communs: perte de postes de travail, diminution de la qualité du service, augmentation du risque d'accidents, instabilité du travail, etc. 
La réponse syndicale à cette situation s’est concrétisée par la création du Conseil international des travailleurs portuaires, l'unique organisation possédant une portée internationale et assez de capacité pour réunir en une seule voix les différents collectifs et syndicats de travailleurs portuaires. Pour la première fois, les travailleurs portuaires peuvent mettre en avant leurs demandes dans les forums internationaux de décision, à travers une organisation propre, capable de comprendre leurs demandes et leurs inquiétudes.
En France, la Fédération nationale des ports et docks CGT est affiliée à l'IDC. 